# Cantone di Savigny-sur-Orge
Il Cantone di Savigny-sur-Orge è una divisione amministrativa dell'Arrondissement di Palaiseau.
A seguito della riforma approvata con decreto del 24 febbraio 2014, che ha avuto attuazione dopo le elezioni dipartimentali del 2015, è passato da una frazione a 3 comuni.

## Composizione
Prima della riforma del 2014 comprendeva solo parte del comune di Savigny-sur-Orge.
Dal 2015 i comuni appartenenti al cantone sono i seguenti 3:
- Morangis
- Savigny-sur-Orge
- Wissous